# Was Gott tut, das ist wohlgetan, BWV 100
Was Gott tut, das ist wohlgetan, BWV 100 (Allò que Déu disposa, ben fet està), és una cantata religiosa de Johann Sebastian Bach per a una ocasió indeterminada, estrenada a Leipzig probablement entre 1732 i 1735.

## Origen i context
Igual que en les dues cantates anteriors del catàleg, l'autor anònim es basa en l'himne de Samuel Rodigast (1674) que li dona títol, però en aquesta ocasió agafa literalment les sis estrofes per als sis números de la cantata, i tots ells comencen amb el mateix versicle que és el mateix títol. És una de les sis cantates de Bach que no està destinada a cap festivitat determinada, les altres cinc són les BWV 97, BWV 117, BWV 131,  BWV 150 i BWV 192. Composta entre 1732 i 1735 fou reinterpretada sovint fet que li atorga, de ple dret, la categoria de cantata per ogni tempo.

## Anàlisi
Obra escrita per a soprano, contralt, tenor, baix i cor; dues trompes, timbals, flauta travessera, oboè d'amor, corda i baix continu. Consta de sis números que tots ells comencen amb el títol de la cantata; en els punts següents es dona el segon versicle de cada número.
1. Cor: Es bleibt gerecht sein Wille (Els seus designis esdevenen justos)
2. Ària (duet de contralt i tenor): Er wird mich nicht betrügen (I no m'enganyarà pas)
3. Ària (soprano): Er wird mich wohl bedenken (I em tindrà sempre present)
4. Ària (baix): Er ist mein Licht, mein Leben (Ell és la meva llum i la meva vida)
5. Ària (contralt): Muß ich den Kelch gleich schmecken (Hauré de beure del seu calze)
6. Coral: Derbei will ich verbleiben (A la seva vora vull romandre)

En el cor inicial Bach aprofita el de la cantata anterior, BWV 99, amb la diferència de la introducció de dues trompes i timbals, que minimitzen el paper del concertino. El número 2, un duo de contralt i tenor, es presenta com un cànon sobre una base quasi ostinato. A l'ària següent, el soprano va acompanyat per la flauta amb un gran virtuosisme que recorda les millors obres de Bach per a aquest instrument. Amb l'ària de baix es passa d'un ambient de sonata al d'un concerto italianitzant, i a l'ària següent, número 5, el contralt canta en un estil més recollit com de siciliana, en què l'oboè agafa protagonisme amb un ritornello que després assumeix la veu. El caràcter intimista d'aquest número destaca l'entrada del cor final, el qual, en contra del que és habitual, no comença a cappella amb els instruments doblant les veus del cor, sinó que l'orquestra conjuntament amb el cor introdueixen les frases del coral que canten les quatre veus, que, de fet, és una revisió del cor de la cantata BWV 75. Té una durada aproximada d'uns vint-i-cinc minuts.

## Discografia seleccionada
- J.S. Bach: Das Kantatenwerk. Sacred Cantatas Vol. 6. Gustav Leonhardt, Knabenchor Hannover (Heinz Hennig, director), Collegium Vocale Gent (Philippe Herreweghe, director), Leonhardt-Consort, Detlef Bratschke (solista del cor), Paul Esswood, Kurt Equiluz, Max van Egmond. (Teldec), 1994.
- J.S. Bach: The complete live recordings from the Bach Cantata Pilgrimage. CD 41: Unser Lieben Frauen, Bremen; 28 de setembre de 2000. John Eliot Gardiner, Monteverdi Choir, English Baroque Soloists, Malin Hartelius, William Towers, James Gilchrist, Peter Harwey. (Soli Deo Gloria), 2013.
- J.S. Bach: Cantatas Vol. 54. Masaaki Suzuki, Bach Collegium Japan, Hana Blazikova, Damien Guillon, Gerd Türk, Peter Kooij. (BIS), 2013.
- J.S. Bach: Church Cantatas Vol. 32. Helmuth Rilling, Gächinger Kantorei, Bach-Collegium Stuttgart. (Hänssler), 1999.